# 里帕布利坎 (阿肯色州)
里帕布利坎（英語：Republican）是位於美國阿肯色州福克納縣的一個非建制地區。該地的面積和人口皆未知。

## 地理
里帕布利坎的座標為35°16′23″N 92°25′31″W / 35.27306°N 92.42528°W，而該地的平均海拔高度為114米（即274英尺）。